# Liny-devant-Dun
Liny-devant-Dun är en kommun i departementet Meuse i regionen Grand Est (tidigare regionen Lorraine) i nordöstra Frankrike. Kommunen ligger i kantonen Dun-sur-Meuse som tillhör arrondissementet Verdun. År 2022 hade Liny-devant-Dun 189 invånare.

## Befolkningsutveckling
Antalet invånare i kommunen Liny-devant-Dun
| Referens: INSEE |